# Zsolnai Anikó
Zsolnai Anikó (Kecskemét, 1960. november 16. –) a neveléstudományok doktora és az Eötvös Loránd Tudományegyetem Pedagógiai és Pszichológiai Kar dékánja 2021. február 1-től.

## Tanulmányai
1984-ben végzett az ELTE Bölcsészettudományi Karán magyar nyelv és irodalom, valamint pedagógia szakon.
1998-ban szerzett PhD fokozatot neveléstudományokból a József Attila Tudományegyetemen.
2008-ban habilitált a Szegedi Tudományegyetemen.
2020 februárjában védte meg "A szociális kompetencia fejlődése és fejlesztési lehetőségei gyermekkorban" című nagydoktori értekezését a Magyar Tudományos Akadémia székházában.

## Publikációi
A Google Tudós alapján az alábbi 3 publikációja a legidézettebb:
- Zsolnai, A. (2002). Relationship between children's social competence, learning motivation and school achievement. Educational psychology 22 (3), 317-329.
- Zsolnai, A. (2006). A szocialitás fejlesztése 4–8 éves életkorban. Mozaik Kiadó, Szeged.
- Zsolnai, A. (2001). Kötődés és nevelés. Eötvös József Kiadó, Budapest.